# Evil Twin
Evil Twin (전설의 고향, Jeonseol-ui gohyang) es una película de Terror Coreano del 2007 dirigida por Kim Ji-hwan.

## Trama
Hace diez años, en la villa rural de Seo-Rae ocurrió un lamentable accidente, que involucró a dos hermanas gemelas (So Yeon y Hyo Jin). A pesar de haber transcurrido diez años de estos acontecimientos, las desgracias no han cesado en la villa de Seo-Rae y actualmente están teniendo lugar muertes inexplicables que involucran a los amigos de estas dos hermanas.

## Reparto
- Park Shin Hye
- Jae Hee
- Yang Geum Seok
- Park Myung Shin
- Yang Jin Woo
- Han Yeo Woon
- Bae Yoon Beom
- Jung Sang-hoon
- Yu Seon Hui
- Oh Sun Tae
- Mun Su Hui
- Hong Seong Min
- Kim Hwa Young
- Choe Won Seok